# Cacofota
Cacofota é um gênero de traça pertencente à família Arctiidae.